# Japan i olympiska vinterspelen 1952
Japan deltog med 13 deltagare vid de olympiska vinterspelen 1952 i Oslo. Ingen av landets deltagare erövrade någon medalj.